# Орля (Жиздринский район)
Орля — деревня в Жиздринском районе Калужской области Российской Федерации. Входит в состав сельского поселения «Село Овсорок».

## География
Протекает р. Орлянка, на которой устроены два пруда в черте деревни.
Уличная сеть
- ул. Заречная
- ул. Семеновка
- ул. Центральная

## Население
| 2002 | 2010 |
| ---- | ---- |
| 48   | ↘19  |

## История
Известный историк и исследователь Речи Посполитой Стефан Кучиньский, в своей работе 1936 года «Земли Черниговско-Северские под властью Литвы» приводит карту XIV—XV веков, на которой Орля (Orla) поименованы и находится между Брянским и Карачевским княжеством. Если польская карта верна, то можно предположить, что Орля как поселение было известно ещё в первой половине XIV века. Позднее эти земли вошло в состав Великого княжества Литовского.